# بيرايز
بلدية بيرايز (بالإسبانية: Berriz)‏ هي بلدية تقع في مقاطعة بيسكاي, التي تقع في منطقة الباسك شمالي إسبانيا.

## أعلام
- خوان جبريل كونسيبسيون
- مارتينا ايبارياجا
- مارينو ليخاريتا
- إيناكي ليخاريتا

## وصلات خارجية
- (بالإسبانية)